# Tube (film, 2003)
Pour les articles homonymes, voir Tube.
Pour plus de détails, voir Fiche technique et Distribution.
Tube (튜브) est un film sud-coréen réalisé par Baek Woon-hak, sorti le 15 mai 2003.

## Synopsis
Lors d'une opération musclée, l'agent des services secrets « T » est trahi par son gouvernement. Par vengeance, il assassine le maire de la ville et détourne une rame de métro dont il prend en otages les nombreux passagers. Devant l'ampleur du danger, Jay, un ancien agent d'élite devenu simple flic, est sommé d'arrêter « T ». Coûte que coûte et par tous les moyens possibles.

## Fiche technique
- Titre : Tube
- Titre original : 튜브
- Réalisation : Baek Woon-hak
- Scénario : Baek Woon-hak
- Production : Seo Gyeong-seok et Lee Chang-wu
- Musique : Hwang Sang-jun
- Photographie : Yun Hong-sik
- Montage : Park Gok-ji et Kim Mi-yeong
- Pays de production : Corée du Sud
- Format : Couleurs - 2,35:1 - Dolby Digital - 35 mm
- Genre : Film policier, Film d'action, Thriller
- Durée : 118 minutes
- Dates de sortie : 
  - France : 15 mai 2003 (festival de Cannes
  - Corée du Sud : 5 juin 2003

## Distribution
- Kim Suk-hoon : Jang Do-jun
- Bae Doo-na : Song In-kyung
- Park Sang-min : Kang Ki-taek
- Son Byung-ho : Kwon

## Autour du film
- Au départ prévu pour une sortie en mars 2003, un incendie criminel dans le métro de Daegu, ayant fait près de 200 victimes, repoussa sa sortie de plusieurs mois.
- Ce n'est pas la première fois que le cinéma s'intéresse aux terroristes preneurs d'otages dans les transports en commun. Citons par exemple le bus de Speed, réalisé en 1994 par Jan de Bont, ou le métro new yorkais de Money Train, réalisé en 1995 par Joseph Ruben.
- d'autres références à des films & séries d'animation ou acteurs y sont très visibles par exemple Jean-Paul Belmondo, l'Arme Fatale , Nicky Larson ( City Larson ) Goodbye My Sweaaheart ....de même par sa violence des scènes de la franchise Matrix y est très présent .